# Necroscia aruana
Necroscia aruana är en insektsart som beskrevs av John Obadiah Westwood 1859. Necroscia aruana ingår i släktet Necroscia och familjen Diapheromeridae. Inga underarter finns listade i Catalogue of Life.